# Bertossaïte
La bertossaïte est un minéral de la classe des phosphates. Il a été nommé en l'honneur d'Antonio Bertossa, ancien directeur de la Commission géologique rwandaise. Il a d'abord été reconnu comme une phase sans nom par von Knorring (1965) puis décrit par von Knorring & Mrose en 1966.

## Caractéristiques
La bertossaïte est un phosphate de formule chimique (Li,Na)2(Ca,Fe2+,Mn2+)Al4(PO4)4(OH,F)4. Elle a été approuvée comme espèce valide par l'Association internationale de minéralogie en 1965. Elle cristallise dans le système orthorhombique, et sa dureté sur l'échelle de Mohs est de 6. C'est l'analogue avec le calcium de la palermoïte, avec laquelle elle forme une série de solution solide. Elle peut être confondue avec l'amblygonite qui a un clivage plus prononcé. Des masses de bertossaïte allant jusqu'à 50 kg sont connues dans la localité type.

## Classification
Selon la classification de Nickel-Strunz, la bertossaïte appartient à "08.BH: Phosphates, etc. avec des anions supplémentaires, sans H2O, avec des cations de taille moyenne et grande, (OH, etc.):RO4 = 1:1", avec les minéraux suivants : thadeuite, durangite, isokite, lacroixite, maxwellite, panasqueiraïte, tilasite, drugmanite, bjarébyite, cirrolite, kulanite, penikisite, perloffite, johntomaïte, palermoïte, carminite, sewardite, adélite, arsendescloizite, austinite, cobaltaustinite, conichalcite, duftite, gabrielsonite, nickelaustinite, tangéite, gottlobite, hermannroséite, čechite, descloizite, mottramite, pyrobelonite, bayldonite, vésigniéite, paganoïte, jagowerite, carlgieseckeite-(Nd), attakolite et leningradite.

## Formation et gisements
Elle a été découverte dans la pegmatite de Buranga du district de Gatumba, dans la Province de l'Ouest au Rwanda. Elle a également été décrite ultérieurement dans une autre pegmatite voisine, celle de Rubindi, ainsi que dans d'autres endroits en Chine et en Australie.